# Theron

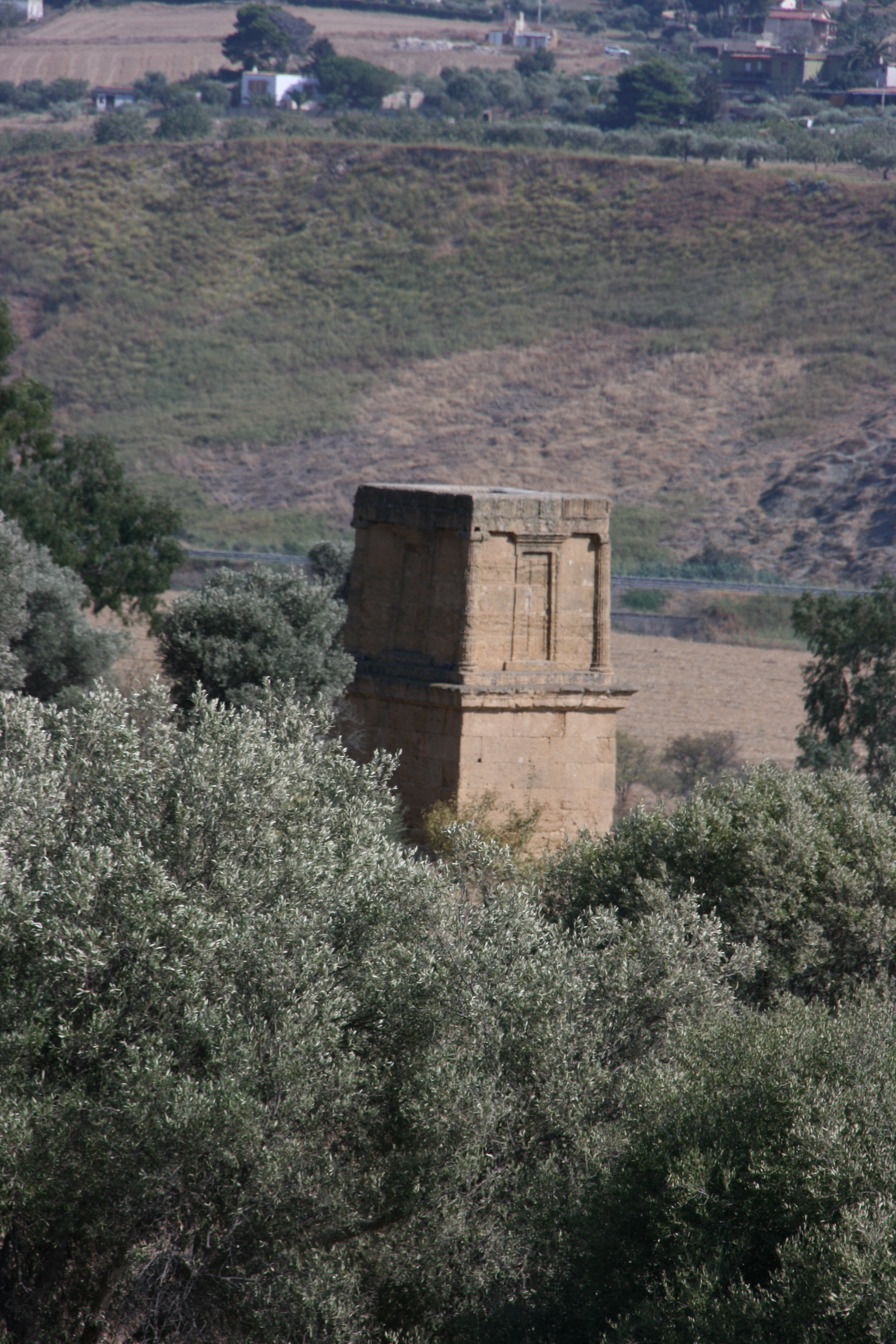
Cái gọi là "Lăng mộ Theron" nằm gần Porta Aurea, Agrigento trên đảo Sicilia của Ý

Theron (? - 473 TCN) là bạo chúa Hy Lạp của thành bang Acragas trên đảo Sicilia từ năm 488 TCN và là con trai của Aenesidamus. Theron sớm trở thành một đồng minh của Gelo, người về sau làm con rể của ông, vào thời điểm đó đang kiểm soát thành bang Gela và Siracusa từ năm 485 TCN.

## Tiểu sử
Không có tài liệu nào đề cập chi tiết về cuộc đời của Theron, các sử gia chỉ biết đến ông trong cuộc chiến tranh Sicilia khi Theon tuyên chiến với thành bang Selinunte và bạo chúa của Himera là Terillus. Rồi sau đó Terillus bị đám đông dân chúng dưới sự xúi giục của Theron trục xuất khỏi thành phố của mình, vì vậy mà ông đã tìm cách liên minh với Carthage thông qua người con rể Anaxilas lúc ấy đang là bạo chúa thành bang Rhegium. Theron lập tức xuất quân chiếm Himera nhưng lại bị quân Carthage bao vây với sự hỗ trợ của Terillus. Năm 480 TCN, Theron với sự hỗ trợ của Gelo đã giành chiến thắng vang dội ở ngoài dãy tường thành của Himera khi đánh bại đội quân Carthage và các đồng minh của họ. Trong suốt thời kỳ cai trị của Theron, thành bang Acragas cùng với Siracusa và Selinunte hình thành một loại "tam hùng" đã thống trị đảo Sicilia thuộc Hy Lạp vào thời điểm đó. Theron mất vào năm 473 TCN trong một thời gian ngắn thì con là Thrasydaios kế vị, ít lâu sau ông này bị người anh rể Gelon và người kế nhiệm Hieron I hợp lực kéo quân đánh đuổi ra khỏi thành bang và chịu cảnh sống lưu vong đến cuối đời. Kể từ sau thất bại đó thì thành bang Acragas chính thức thuộc quyền kiểm soát của Siracusa.
Nhà thơ trữ tình Pindar từng dâng hai bài thơ ca ngợi Thế vận hội Olympic ở mục 2 & 3 cho Theron, cả hai đều ca tụng về chiến thắng tương tự trong các cuộc đua xe ngựa tại Thế vận hội Olympic cổ đại năm 476 TCN. Nhà thơ Simonides đảo Ceos cũng hoạt động tại triều của Theron.